# Янушкевич, Николай Николаевич
Никола́й Никола́евич Янушке́вич (1 [13] мая 1868 — 1918) — русский военачальник, участник Первой Мировой и гражданской войны. Генерал от инфантерии (22 октября 1914). Начальник российского Генерального штаба (1914). Начальник штаба Верховного Главнокомандующего Русской армии великого князя Николая Николаевича (19.07.1914 — 18.08.1915) в Первую мировую войну.

## Биография
Окончил Николаевский кадетский корпус (1885) и Михайловское артиллерийское училище (1888). Выпущен подпоручиком лейб-гвардии в 3-ю артиллерийскую бригаду. Поручик (ст. 09.08.1892). В 1896 году окончил Николаевскую академию Генерального Штаба по первому разряду. Штабс-капитан гвардии с переименованием в капитаны ГШ (ст. 02.04.1895). Состоял при Виленском военном округе.
Служил на различных административных должностях. С 12 февраля 1897 года — помощник старшего адъютанта штаба Виленского военного округа. Цензовое командование ротой отбывал в лейб-гвардии 1-м стрелковом батальоне (11.10.1897 — 19.10.1898). С 16 мая 1898 — и.д. столоначальника Главного Штаба. Со 2 апреля 1899 — и.д. младшего редактора кодификационного отдела при Военном Совете. Подполковник (ст. 06.12.1899). С 10 сентября 1900 — помощник делопроизводителя ст. оклада канцелярии Военного Министерства. Полковник (ст. 06.12.1903).
Никогда не командовал войсками штатно. В Русско-японской войне 1904—1905 гг. не участвовал. С 17 февраля 1904 — делопроизводитель канцелярии Военного Министерства. Цензовое командование батальоном отбывал в лейб-гвардии Финляндском полку (04.05.-07.09.1904). На 1905 год приватный преподаватель Михайловской артиллерийской академии. С 25 августа 1905 — заведующий законодательным отделом канцелярии Военного Министерства. Генерал-майор (ст. 06.12.1909). С 22 февраля 1911 — помощник начальника канцелярии военного министерства.
Крайне реакционные взгляды Янушкевича, который был членом Совета объединённого дворянства, импонировали Николаю II, что обеспечило быструю карьеру Я. В 1913 он был с должности пом. нач. канцелярии воен. мин-ва назначен нач. Академии Генштаба. С 1910 читал курс военной администрации в Академии Генштаба. Одновременно с 8.1.1910 экстраординарный, с 8.10.1911 ординарный профессор военной администрации в Николаевской военной академии. С 20 января 1913 — начальник Николаевской военной академии. Генерал-лейтенант (пр. 20.01.1913; ст. 06.12.1915).
С 5 марта 1914 — начальник Генерального Штаба, хотя был совершенно не подготовлен к этой должности (никогда не занимался ни полевой службой Генштаба, ни кабинетной оперативной штабной работой).

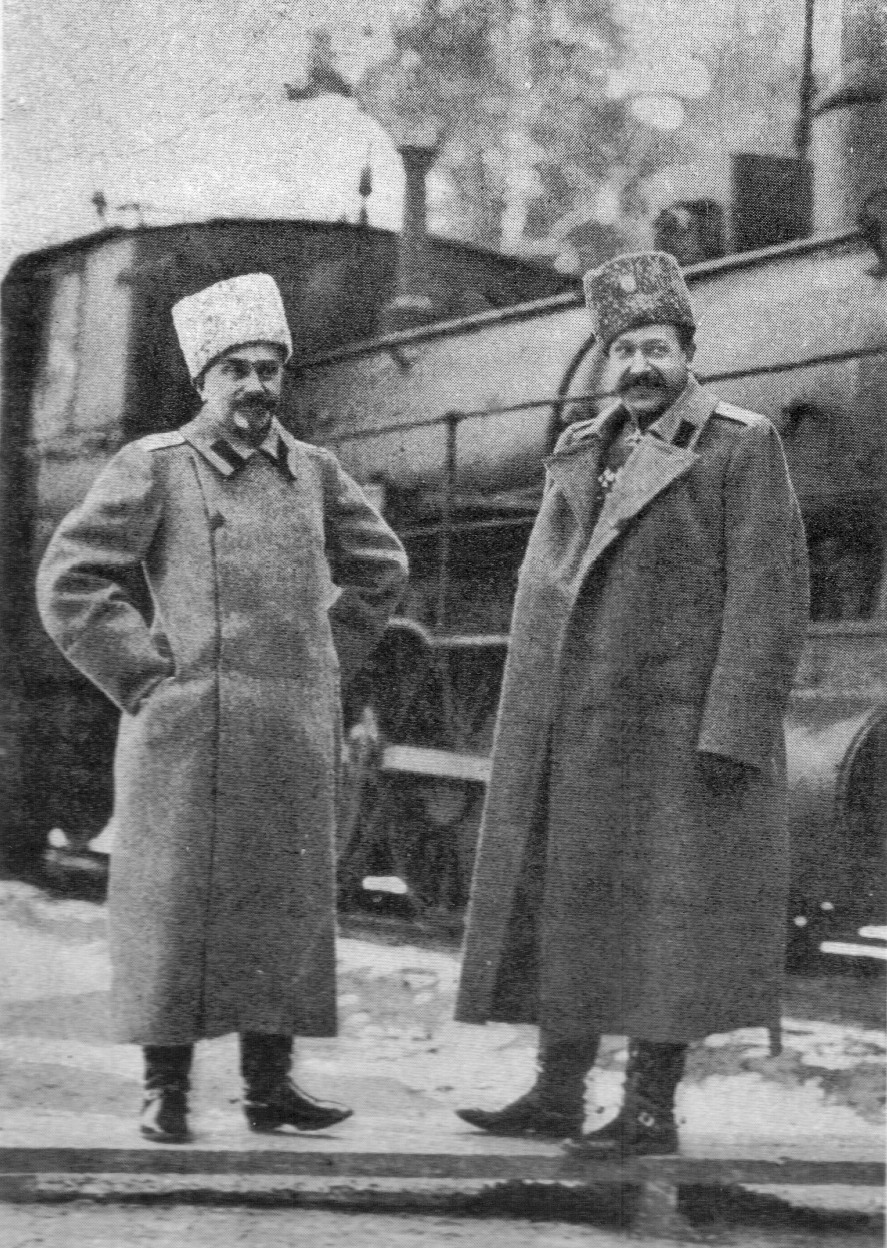
Ю. Н. Данилов и Н. Н. Янушкевич

С началом Первой мировой войны 46-летний Янушкевич, — не имевший никакого боевого опыта, не знавший ни одного театра военных действий, — был назначен на должность начальника штаба Верховного Главнокомандующего великого князя Николая Николаевича (19.07.1914). Генерал от инфантерии (пр. 22.10.1914; ст. 06.12.1919).
Деятельность Н. Н. Янушкевича имела важное значение в контексте июльского кризиса 1914 г.
Передоверив все вопросы оперативного руководства ген.-квартирмейстеру Ю. Н. Данилову, занимался главным образом административными и политическими вопросами. Собственно говоря, Н. Н. Янушкевич нёс при великом князе своего рода придворно-дипломатическую службу, причём заслужил его особое благоволение.
Отношение к Н. Н. Янушкевичу к августу 1915 г., к моменту смены всего руководства в Ставке Верховного Главнокомандующего:

Имя генерала Янушкевича на устах у всех, его ругают все — и статские, и военные, а еврейское население его просто проклинает (видя в нём инициатора насильственной эвакуации евреев из оставляемых западных губерний). Популярность великого князя Николая Николаевича падает с каждым днём. В Петербурге и в правительственных кругах во всём винят Янушкевича, которого больше всех своими потрясающими докладами громил генерал Поливанов, которому верила вся общественность.— Спиридович А. И. Великая война и февральская революция: Воспоминания. Мемуары. — 1960—1962.
После назначения Николая Николаевича наместником на Кавказе был его помощником по военным вопросам (с 18.08.1915). С 13.09.1916 одновременно — главный начальник снабжений Кавказской армии. 31.03.1917 уволен со службы «за болезнью» с мундиром и пенсией.
В начале 1918 арестован в Могилёве и отправлен в Петроград, но по пути близ станции Оредеж убит конвоирами. Похоронен 5 февраля 1918 года на Смоленском православном кладбище Петрограда.

## Оценки современников
Относящиеся к августу 1914 г.:
Назначение начальником штаба (Верховного главнокомандующего) генерала Янушкевича в военных кругах было принято невосторженно. Ничем особенным генерал не отличался, и многие пожимали плечами.

В ставке весьма умеренно оценивали возможности генерала Янушкевича, считали его даже неподходящим для занимаемой должности.— Спиридович А. И. Великая война и февральская революция: Воспоминания. Мемуары. — 1960—1962.

Образ действий в. к. Николая Николаевича и генерала Янушкевича отвечал таковому же игроков, ставивших на карту судьбу армии, русского народа и дома Романовых. Их политика была легкомысленной игрой… В 1914 году я не подозревал о той роли, которую играл Янушкевич в те критические дни.— Сухомлинов В. А. Воспоминания. — 1924.

## Награды
- Орден Святого Станислава 3-й степени (1893);
- Орден Святой Анны 3-й степени (1898);
- Орден Святого Станислава 2-й степени (1902);
- Орден Святого Владимира 4-й степени (1905);
- Орден Святого Владимира 3-й степени (1907);
- Орден Святого Станислава 1-й степени (10.04.1911);
- Орден Святой Анны 1-й степени (29.12.1913).
- Орден Святого Георгия 4-й степени (ВП 23.09.1914);

«За заслуги по руководству разработкою и проведением в жизнь предначертаний Августейшего Верховного Главнокомандующего, способствовавшему достижению общего успеха в действиях наших вооружённых сил против Германии и Автро-Венгрии».— Приказ по штабу Верховного главнокомандующего № 35 от 14 октября 1914 года.
- Орден Святого Владимира 2-й степени (Доп. к ВП 23.01.1915);
- Орден Белого орла (ВП 24.11.1916).